# Елизаветинская клиническая больница
Детская больница имени Пастера — в прошлом один из крупнейших детских стационаров Санкт-Петербурга.
Клинический корпус: Санкт-Петербург, набережная реки Фонтанки, дом 152; амбулаторный корпус Рижский проспект, дом 21.

## История

### XIX век
Больница была основана в 1844 году частным благотворительным обществом, председателем которого был русский военный и государственный деятель Ф. Ф. Берг. Учреждение больницы было Высочайше санкционировано 13 (25) октября 1844 года. В соответствии с указом Николая I от 8 (20) марта 1845 года больница получила своё название в честь покойной великой княгини Елизаветы Михайловны. Николай I принял больницу под своё покровительство и назначил её главной попечительницей великую княгиню Елену Павловну. После смерти Елены Павловны в 1873 году главной попечительницей стала великая княгиня Екатерина Михайловна.
Больница была открыта в приспособленном помещении бывшего дома городского главы Ивана Фёдоровича Жербина на Михайловской площади (ныне площадь Искусств, дом 2), где до того находился «Русский Музеум» П. П. Свиньина. Главным врачом был назначен доктор медицины Эрнст (Юлий) Александрович (Яковлевич) Мейер (1810—1872). Здесь больница находилась до 1848 года.
Затем, до 1862 года она размещалась в доме № 2 по улице 10-й роты Измайловского полка. Главным врачом в эти годы служил доктор медицины Теобальд Адольф (Фёдор Карлович) фон Ваксман (1822—1868).
В 1862 году в связи с аварийным состоянием здания больница была временно закрыта, и до 1871 года больные дети направлялись в Крестовоздвиженскую общину сестёр милосердия.
21 мая (2 июня) 1871 года было освящено и открыто новое здание на набережной реки Фонтанки, в доме 146 у Калинкина моста (по современной нумерации — 152-А).

### XX век
1918 год — Больница переименована в Клиническую больницу имени Луи Пастера.

### XXI век
В настоящее время в здании на наб. реки Фонтанки, 152-А, размещается Санкт-Петербургское государственное бюджетное учреждение здравоохранения «Противотуберкулёзный диспансер № 12». 
В постсоветское время название Елизаветинской больницы стала носить городская больница номер 3 для взрослых на севере города, построенная во второй половине XX века.

### Известные сотрудники
- Доктор медицины Арнгейм, Фёдор Карлович — старший врач больницы (до 1893 г.).
- Доктор медицины Воронихин, Николай Алексеевич — старший врач больницы (1872—1892).
- Профессор Гартье, Эдуард Эдуардович — старший врач больницы (1914—1920).
- Доктор медицины Лунин, Николай Иванович — ординатор с 1897 г.
- Профессор Мочан, Виктор Осипович — с 1931 г. возглавлял 1-ю грудную клинику.
- Профессор Острогорский, Сергей Алексеевич — ординатор с 1895 г.
- Профессор Рейтц, Владимир Николаевич фон — главный врач больницы (1869—1904).
- Профессор Руссов, Александр Андреевич — главный врач больницы (1905—1908).
- Профессор Соколов, Дмитрий Александрович — ординатор с 1889 года, затем, после перерыва, — консультант (1909—1915).
- Профессор Фурман, Эммануил Бернгардович — ординатор с 1908 г.

## Архитектура
Амбулаторный корпус спроектирован академиком архитектуры Р. А. Гедике в 1887 году.